# Leonor de Aragón (1182-1226)
Leonor de Aragón (1182-1226), princesa de Aragón y condesa consorte de Toulouse.
Hija del rey Alfonso II de Aragón y de su segunda mujer, Sancha de Castilla. 
Hacia el año 1202 se casó con Ramón VI de Toulouse, titular del condado de Tolosa, de quien fue su quinta esposa.
- Datos: Q2006191